# 反馈

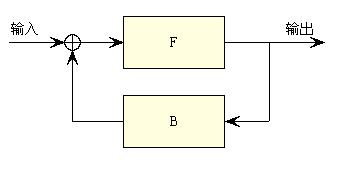
反馈的基本框图

回饋又称回馈、回授，是控制論的基本概念，指將系统的輸出返回到輸入端并以某种方式改變輸入，它们之間存在因果關係的回路，進而影響系统功能的过程。在這種情况下，我們可以說系统“回饋到它自身”。在討論回饋系统時，因果關係的概念應當特别仔细對待：

“對於回饋系统，很難作出簡單的推理歸因，因爲當系统A反馈到系统B，系统B又反馈到系统A，形成了循環。這使得基于因果關係的分析特别困難，需要將系统作爲一個整體來看待。”

反馈可分为负反馈和正回饋。前者使输出發揮与输入相反的作用，使系统输出与系统目标的误差减少，系统趋于稳定；后者使输出發揮与输入相似的作用，使系统偏差不断增加，使系统振荡，可以放大控制作用。对负反馈的研究是控制论的核心问题。

## 历史
能够自我调节的机器在古代就有，而反馈的概念是在十八世纪的英国进入经济理论领域，但是当时并没有人把它看作一个普适的抽象概念，所以并未为其命名。
英语中反馈的动词形式“to feed back”，意即机械过程中“返回到早先的状态”，在1860年代开始在美国使用，在1909年，诺贝尔奖获得者卡尔·布劳恩开始将“feed-back”这个短语作为名词来使用，表示电路中元件的之间的耦合。
1912年底，研究者们在早期的电子放大器（奥迪恩真空三极管）上发现，如果经过精心调节地将其输出的信号返回到其输入端（形成再生回路），可以增加其放大能力，但也可能导致真空管发生啸叫。这样从输出到输入的反馈机制，使得“反馈”（feedback）作为一个单独的词在1920年代出现了更高的使用频率。
在这之后的年代里，关于怎样定义反馈概念产生了一些争论。阿什比 (1956)，数学家和理论家们对反馈机制中的“法则”感兴趣，倾向于用“反应回路”来定义反馈，因为这样会使得理论简洁而稳定；而另一些人的目的比较偏向实用，会把反馈看作是具体过程的一种衍生效应。
“[具体工作的操作者们]反对数学家的定义，他们指出，按照这个定义来说，那么普通的钟摆也是一种反馈...可以看做它的位置和动量之间的反馈——而这从实际操作的观点看来属于神秘主义。而数学家们反驳道，如果只是把反馈看作必须要真实的电路或者神经回路才能承载的一种现象，那么理论就成了毫无意义的混乱和密语。”（p. 54）
针对管理理论中的应用，拉马普拉萨德（Ramaprasad，1983）将反馈大致定义为“...关于系统参数中实际操作层面和参考层面之间跨度的信息”，它可以用来“以某种方式改变这个跨度”。他强调，这个信息本身并不是反馈，除非它能够转化为行动。

## 类型

### 正反馈与负反馈
反馈分为两种：正反馈与负反馈。

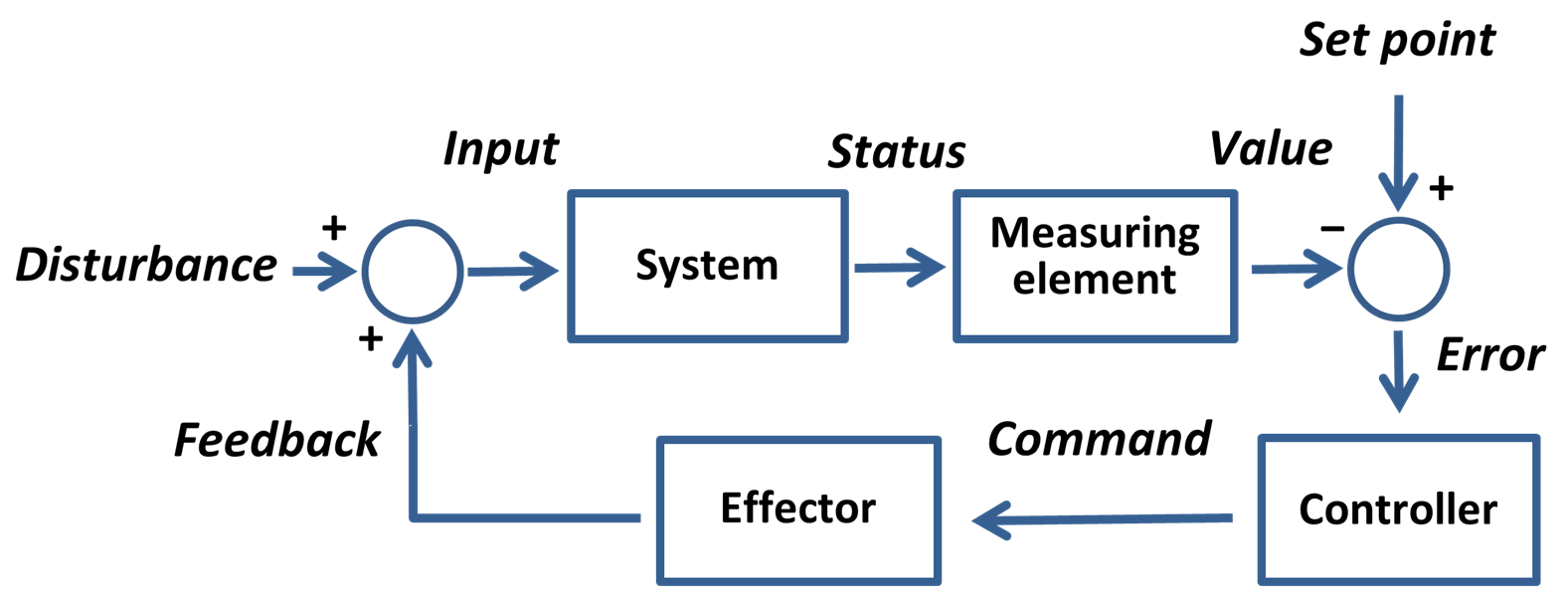
Maintaining a desired system performance despite disturbance using negative feedback to reduce system error.

汽车的巡航定速系统可以作为负反馈的一个例子，它会使得车速符合一个预先设定的速度上限。汽车的控制系统的输入包括引擎的扭力和路面的坡度（扰动），而速度计可以测量车速。速度计得到的车速和目标速度（预先设定）之间的差距就是误差信号。控制器接收到这个信号之后会改变加速度，控制流入引擎（效应器）的燃料增多。于是，引擎扭力发生改变，和路面坡度相关的扭力输出的反馈减少了速度的误差，缩小了路面造成的扰动。
反馈的“正”、“负”之分最早出现在二战之前，正反馈的概念在1920年代的再生回路中已经出现。Friis和Jensen (1924) 将一些放大电路中的再生回路作为“‘反馈’是正向的”的例子，以此和他们顺便提及的负反馈相区别。哈罗德·史蒂芬·布莱克1934年的经典论文首次详述了在放大电路中的负反馈。布莱克认为：
“正反馈会增加放大的增益，而负反馈会减少它。”
Mindell (2002) 中描述了在此之后产生的混乱：
“...Friis和Jensen与布莱克以同样的方式使用“正反馈”和“负反馈”这样的区分，不是基于反馈自身的符号，而是基于它对于放大增益的作用效果。与之相反，Nyquist与Bode，当他们在布莱克的基础之上工作时，以相反的方式来使用负反馈这个词。布莱克难以向别人证明他的工作中的一致性，因为在基本的概念上存在着混乱。”（p. 121）
早在这个概念得到使用之前，詹姆斯·克拉克·麦克斯韦就描述过很多种与蒸汽机中的中的“运动形式”，区分了其中一些可以导致扰动或者摆动的持续增加，而另一些会使之减少。
在生物系统如有机体，生态系统或生物圈中，大多数参数必须在特定的环境条件下保持在最佳水平附近的窄范围内。这些受控参数和最佳值之间的偏差由内部和外部环境的变化引起。在某些环境条件时，参数变化的范围也可能需要改变以维持系统的运行。受控参数的值由接收器记录，并通过信息通道传送到调节模块。胰岛素水平的振荡就是一个例子。

## 生物学中的反馈
生物系统包含许多类型的正向或负向调节环路，在这里，正向或负向并不意味着反馈会产生好的或坏的影响。负反馈回路倾向于减慢过程，而正反馈回路倾向于加速过程。
正常的组织完整性通过不同细胞类型之间的反馈相互作用保持，这种相互作用是由粘附分子和充当介质的分泌分子介导的。 癌症中这些关键反馈机制的失效破坏了正常的组织完整性。 在受损或受感染的组织中，炎症介质在细胞中引发反馈反应，改变基因表达，并改变细胞表达和分泌的分子类型，其中一些分子可以诱导多种细胞协同工作并修复组织的结构和功能。这种类型的反馈可以协调免疫反应并使机体从感染和伤害中恢复，因而具有非常重要的地位。在癌症期间，这种反馈的关键要素失效，并破坏了组织的功能和免疫力。
反馈机制首先在细菌中得到阐明。在细菌中，营养源的变化引起一些代谢功能的变化。反馈也是基因和基因调控网络运作的核心。抑制蛋白（参见Lac抑制子）和激活蛋白存在于遗传操纵子中，这些反馈回路由弗朗索瓦雅各布和雅克莫诺于1961年发现。这些反馈环路可以是正向的，也可以是负向的。
在较大尺度上，反馈也可以在受到外部变化的巨大影响时对动物种群产生稳定作用，尽管反馈反应的时间滞后会导致捕食者-猎物周期。
在酶学中，反馈通过其直接产物或代谢途径中的下游代谢物（参见变构调节）来调节酶的活性。
下丘脑-垂体-肾上腺轴的活动在很大程度上是由正向和负向的反馈组成，但其中大部分仍然是未知的。
在心理学中，身体受到来自外部或内部的刺激并释放激素。先释放激素可能会引起更多的激素的释放，从而产生正反馈循环。在某些行为中也发现了这种循环。例如，“羞耻循环”出现在容易脸红的人身上。当他们意识到他们脸红时，他们会变得更加尴尬，这会导致脸更红等等。

## 延伸阅读
- Katie Salen and Eric Zimmerman. Rules of Play. MIT Press. 2004. ISBN 978-0-262-24045-1. Chapter 18: Games as Cybernetic Systems.
- Korotayev A., Malkov A., Khaltourina D. Introduction to Social Macrodynamics: Secular Cycles and Millennial Trends.（页面存档备份，存于） Moscow: URSS, 2006. ISBN 978-5-484-00559-8
- Dijk, E., Cremer, D.D., Mulder, L.B., and Stouten, J. "How Do We React to Feedback in Social Dilemmas?" In Biel, Eek, Garling & Gustafsson, (eds.), New Issues and Paradigms in Research on Social Dilemmas, New York:  Springer, 2008.

## 外部連結
- 正反馈和负反馈（页面存档备份，存于）（简体中文）
- 控制系統結構圖及其性能要求（繁體中文）